# Ferma Oamenilor de Piatră
Ferma Oamenilor de Piatră (1970) este un roman științifico-fantastic românesc scris de George Anania și Romulus Bărbulescu, al cincilea realizat în colaborare de cuplul de autori.
Romanul a fost publicat în 1970 la Editura Tineretului (Colecția SF) și republicat în 1990 la editura InterCONTEMPress.

## Considerații generale

### Opinii critice și adaptări
Alexandru Mironov a fost de părere că acest roman, alături de continuarea sa, Paralela-enigmă, sunt "cele mai importante romane de literatură de anticipație românești. Traductibile (dar netraduse încă) în orice țară cu piață serioasă pentru Science-Fiction (U.R.S.S., S.U.A., Italia, Japonia, R.F.G., Ungaria, țările scandinave)", argumentând că autorii au învățat "să construiască personaje și să spună povești galactice cu miez și mesaj, păstrând nealterat gustul pentru aventură și inventivitate științifico-fantastică.". De altfel, George Anania a declarat la rândul său că romanul acesta a reprezentat opera literară care i-a reprezentat cel mai bine, fiind vârful carierei lor scriitoricești.

### Adaptări
În anul 1988, Cristian Munteanu a realizat o adaptare radiofonică a romanului, difuzată în perioada 1988-89. Au interpretat actorii Mircea Albulescu ca All;  George Constantin ca Moș Maël; Ion Pavlescu ca Kobo; Camelia Stănescu ca Yo; Florian Pitiș ca Glyd; Sorin Postelnicu ca Kid.

### Continuare
Autorii au revenit la unele dintre personajele lor, cum ar fi Glyd și doctorul Kobo, în romanul Paralela-enigmă. Acțiunea acestuia se petrece la câțiva zeci de ani de la evenimentele narate în Ferma Oamenilor de Piatră și la peste un deceniu de la trecerea în neființă a lui All. Tema principală o constituie explorarea dezvoltării ciberneticii după eșecul aplicării principiilor Ecuației Umane prezentate în romanul de față.

### Istoria viitorului
Acțiunea romanului se petrece în secolul al XXII-lea, când omenirea a colonizat o serie de planete ale sistemului solar și a pornit spre alte sisteme stelare. Dacă primele zboruri s-au efectuat folosind astronave clasice, ultimele s-au bazat pe Ecuația Umană pusă la punct de All, care are ca scop revoluționarea construcției computerelor, astfel încât ele să poată evolua spre un nivel de inteligență similar celui uman.
Pământul este condus de un Consiliu Suprem al planetei care are în frunte un președinte. Printre particularitățile acestei lumii viitoare se numără competițiile fotbalistice interplanetare, acoperirea cu o cupolă a lanțului muntos Tassili n'Ajjer și irigarea unei zone importante din Sahara, sau ridicarea la suprafață a unor pământuri din Oceanul Atlantic pe care se desfășoară piese de teatru în care spectatorii participă activ la acțiune, purtând costume de epocă. Pentru comunicarea la distanță se folosesc "omniobservere", paraziții societății sunt reeducați pe Insulele Fericirii, iar la marginea cosmodromului s-a plantat o pădure de cedri, fiecare copac amintind de un astronaut care nu a mai revenit pe Pământ.

## Intriga

Coperta celei de-a doua ediţii

All, cel care a descoperit și dezvoltat Ecuația Umană, se găsește în fața unui punct de cotitură în munca sa: unul dintre cei doi astronauți care au experimentat navele asupra cărora a fost aplicată Ecuația, Kid, s-a sinucis. Pentru a găsi explicația acestui eșec, electronistul apelează la bunul său prieten, doctorul Kobo, care trăiește într-o zonă înțesată cu statui cunoscută sub numele de Stone Men's Ranch (Ferma Oamenilor de Piatră).
Cei doi îi atrag alături de ei pe Glyd - un copil născut în spațiu și crescut de mașini - și Dav - celălalt astronaut care a pilotat o navă asupra căreia s-au aplicat principiile Ecuației și a cărui misiune a fost încununată de succes. Deoarece sinuciderea lui Kid a survenit după ce acesta a coborât în apele Mării Mediterane, ei se hotărăsc să viziteze acel loc. Acolo, All și Dav au parte de viziuni dintr-un trecut îndepărtat al Pământului, în care este vorba despre urmașii pilotului unei astronave raționale, care încearcă să scape de sub controlul ei.
Convinși că Ecuația conține o eroare fundamentală, cei patru încearcă să determine Consiliul Suprem al planetei să deturneze expediția pornită spre Vega într-o astronavă care folosește aceste principii. Cererea lor este refuzată, iar Dav își folosește influența pe care o are pe lângă comandantul expediției pentru a-l convinge să revină pe Pământ, evitând astfel un posibil dezastru. Din păcate, membrii expediției se dovedesc imuni la viziunile din Marea Mediterană, așa încât demersul celor patru pare să fi fost doar un grav act de indisciplină, pentru care sunt sancționați de Consiliul Suprem. Președintele Terrei, cel care l-a susținut tot timpul pe All, reușește să le obțină un interval de timp în care cei patru sunt obligați să găsească răspunsul la problema pe care o studiază.
All descoperă pe fundul Mediteranei un sediment cu proprietăți ciudate, despre care bănuiește că ar reprezenta rămășițele astronavei din viziuni. El extrage aceste sedimente și, cu ajutorul lui Glyd, reușește să le determine să reia forma astronavei, îmbarcându-se la bordul ei. Un talisman purtat de Glyd duce la distrugerea astronavei, dar cei patru scapă cu viață. În final, ei înțeleg că astronava a trezit spaime ancestrale față de computerele raționale doar în mintea urmașilor fostului ei pilot, pe care ea îl înrobise, printre acești urmași numărându-se All, Kid și Dav. Prin urmare, principiile Ecuației Umane nu conțin nicio eroare, iar omenirea se poate avânta liniștită spre stele în astronavele raționale.

### Capitolele cărții
- Prolog
- Partea întâi - Noapte cu lupi
- Partea a doua - Strigătul pietrei
- Partea a treia - Dimineața de după spaimă

## Lista personajelor
- All zis "Cap-de-Fier" - electronist, comandant tehnic al diviziei de elită din școala de zbor, descoperitorul Ecuației Umane
- Kobo - medic care locuiește la Ferma Oamenilor de Piatră
- Glyd - tânăr al cărui părinți au murit în timpul unui zbor cosmic, el fiind crescut de mic de mașini raționale
- Dav zis "Arhanghelul" - unul dintre cei doi astronauți care au pilotat astronave care au folosit principiile Ecuației Umane
- Kid - unul dintre cei doi astronauți care au pilotat astronave care au folosit principiile Ecuației Umane, dar care s-a sinucis în urma acestei experiențe
- Indra - tânără originară de pe Insulele Fericirii, logodnica lui Glyd
- Ut - președintele Terrei
- Moș Maël - crescător de cai, prieten apropiat al Indrei
- Run - astronaut, singurul supraviețuitor al unei expediții cosmice
- Yo - fosta iubită a lui All
- Ben - geolog, paleontolog și hidrolog
- Jean Gueneau zis Père Brûleur - metalurg
- Berg - membru al juriului Consiliului Suprem al Terrei
- Thor - membru al juriului Consiliului Suprem al Terrei
- Mama lui Dav

## Ediții
- 1970 - Ferma Oamenilor de Piatră, ed. Tineretului, 294 pag.
- 1990 - Ferma Oamenilor de Piatră, ed. InterCONTEMPress, Colecția "Lumi galactice", 240 pag., ISBN 973-559-006-8